# アラビア語ヒジャーズ方言
アラビア語ヒジャーズ方言（アラビア語: حجازي ḥijāzī）は、アラビア語の口語（アーンミーヤ）のひとつで、半島方言に分類される言語。西アラビア方言、西アラブ方言、ヒジャーズィー、ヒジャージーとも呼ばれる。主にアラビア半島の紅海沿岸、サウジアラビアの西部のヒジャーズ地方で話されている。この方言は南北でも分けられ、さらに都市部と遊牧民とでも分けられる。都市部方言は、マッカ（メッカ）、マディーナ（メディナ）、ジッダ、ヤンブーの都市が代表である。このヒジャーズ方言は、エリトリア、スーダンのラシャイダ人も用いている。この方言は、日常会話に用いられるが、公的な地位を獲得しておらず、サウジアラビアでは正則アラビア語を公用語としている。

アラビア語の口語（アーンミーヤ）の方言地図